# 戴鸿慈
戴鸿慈（1853年—1910年），字少怀，广东南海人，立宪派人士。是滿清粵籍官員中官位最高之人，入仕後歷任刑部侍郎、戶部侍郎、禮部尚書、法部尚書、內閣學士、協辦大學士、軍機大臣等；任戶部右侍郎時與載澤、端方、李盛鐸、尚其亨組成“五大臣”考察團於1905年底被簡派赴東西洋考察，是為晚清朝中重臣之一。

## 生平

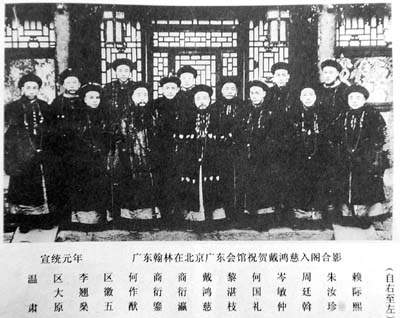
宣统元年（1909年），廣東翰林在北京廣東會館祝賀戴鴻慈入閣合影。自右至左：賴際熙、朱汝珍、周廷幹、岑敏仲、何國禮、黎湛枝、戴鴻慈、商衍瀛、商衍鎏、何作猷、區徽五、李翹燊、區大原、溫肅。

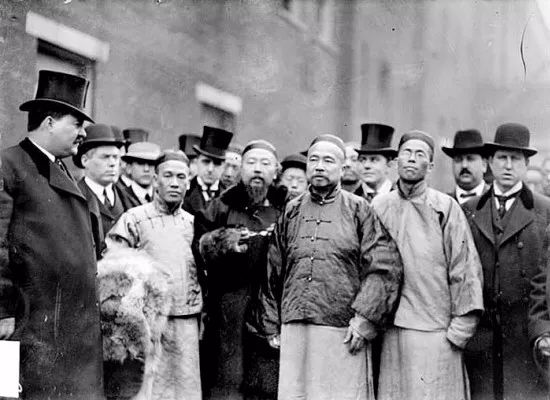
1906年芝加哥，戴鴻慈、端方等人在當地考察憲政。

戴鸿慈自幼聪颖，十五岁为廪生，同治十二年（1873年）癸酉拔贡，同年中式第一名举人（解元）。光绪二年（1876年）成进士，选翰林院庶吉士，散館授編修。光绪二十年（1894年）翰林大考，名列一等。歷官刑部侍郎、户部侍郎。
光绪三十一年（1905年）被任命为出洋考察政治五大臣之一。考察時他悉心考察各國憲政、經濟、教育、司法等各方面的情況。歸朝後，综合五人考察所得，写出《出使九国日记》12卷，编成《列国政要》133卷及《欧美政治要义》18章进呈，奏请立宪。同時並任第一任法部尚書領導法部掌司法行政，與沈家本領導的大理院既有分歧又有合作。
宣统元年（1909年）八月，以尚书衔在军机处行走，十一月，升协办大学士。次年正月逝世，终年58岁。赏加太子少保，谥文诚。《清史稿》有傳。

## 成就
戴鸿慈对诗和书法都頗有造詣。

## 墓葬
戴鸿慈墓，位于中国广州市白云山白云索道上出口处，现为广州市文物保护单位。